# Долгое (Воскресенский сельсовет)
Долгое — село Воскресенского сельсовета Данковского района Липецкой области России.

## География
Село граничит на северо-западе с селом Воскресенское.
Улиц с названием в селе нет, через него проходит просёлочная дорога.
На территории Села Долгое имеются пруды, включая большой Барский пруд.

## Население
| 2010 |
| ---- |
| 90   |

## Достопримечательности
На территории села Долгое находится полуразрушенная Георгиевская церковь, указание на существование которой относится к 1700 году.